# جعفر صمیمی
جعفر صمیمی (اسفند ۱۳۰۲–۲۴ بهمن ۱۳۹۵) ناشر ایرانی و یکی از پیشگامان صنعت چاپ در ایران بود. او مدیریت شرکت افست را بر عهده داشت و اولین مدیر در صنعت چاپ ایران بود که تحصیلات آکادمیک در این رشته داشت.